# روی بیوکنن
روی بیوکَنِن (به انگلیسی: Roy Buchanan) (زادهٔ ۲۳ سپتامبر ۱۹۳۹ - درگذشتهٔ ۱۴ اوت ۱۹۸۸) گیتاریست و موسیقی‌دان بلوز اهل آمریکا بود.
بیوکنن که یکی از پیشگامان استفاده از گیتارهای تِلکَسْتِر شرکت فندر در موسیقی بلوز بود، آلبوم‌هایش را به‌صورت شخصی منتشر می‌کرد. او در سال‌های آغازین فعالیت‌اش ۲ گواهینامهٔ گُلد دریافت کرده بود و در سال‌های بعد هم ۲ اثرش به جدول پرفروش‌ترین آلبوم‌های ایالات متحده راه یافته بودند.
روی در حرفه خود از تعداد زیادی گیتار استفاده کرد ، اگرچه بیشتر اوقات با یک دستگاه Fender Telecaster 1953 با شماره سریال 2324 ، ملقب به "نانسی" دیده می شد.  دو داستان بسیار متفاوت وجود دارد که نحوه تهیه گیتار روی را توضیح می دهد.
روی از طریق تقویت كننده Fender گیتار خود را می نواخت.
در ۱۴ اوت ۱۹۸۸ بیوکنن به جرم «بدمَستی در ملاء عام» در فیرفَکس ویرجینیا توسط پلیس بازداشت شد. مدتی پس از آن‌که او را به زندان انداختند یکی از مأموران پلیس برای سرکشی به سلول محل نگهداری بیوکنن مراجعه کرد و جسد بی‌جان او را در حالی که خودش را با پیراهن‌اش حلق‌آویز کرده‌بود یافت کرد.
باوجود این‌که بیوکنن هیچ‌گاه «ستاره» نشد اما تا زمان حال به‌عنوان یکی از بزرگ‌ترین نوازندگان گیتار بلوز-راک به‌شمار می‌آید. مجلهٔ رولینگ استون در سال ۲۰۰۳ و در رده‌بندی «۱۰۰ گیتاریست برتر تمامی دوران» جایگاه ۵۷اُم را به بیوکنن اختصاص داد.